# Knotenpunkt (Geodäsie)
Als Knotenpunkt wird in der Geodäsie ein Vermessungspunkt oder sonstiger Messpunkt bezeichnet, in dem mehrere Messstrecken aus verschiedenen Richtungen zusammenlaufen. Durch geeignete Bedingungsgleichungen oder eine vermittelnde Ausgleichung lässt sich so die Genauigkeit merklich steigern, weil die einzelnen Messstrecken
- einer wiederholten Einmessung entsprechen
- und kleine systematische Fehler in unterschiedliche Richtung wirken und sich daher weitgehend aufheben.

Knotenpunkte werden u. a. verwendet
- in einigen Verfahren der Landesvermessung, etwa bei der Bildung von Knotennetzen aus Traversen (weiträumigen Polygonzügen) nach der Bowie-Methode
- bei genauen Höhennetzen (siehe auch Präzisionsnivellement)
- beim GPS-Levelling und bei Quasidifferenz-GPS
- bei Koordinatentransformationen an Landesgrenzen
- um fotogrammetrische Luftbildaufnahmen zu einem Bildblock oder zu einer Aerotriangulation zu vereinigen (siehe auch Passpunkt).